# HMS Good Hope (1901)
O HMS Good Hope foi um cruzador blindado operado pela Marinha Real Britânica e a segunda embarcação da Classe Drake, depois do HMS Drake e seguido pelo HMS King Alfred e HMS Leviathan. Sua construção começou em setembro de 1899 nos estaleiros da Fairfield Shipbuilding and Engineering Company em Govan e foi lançado ao mar em fevereiro de 1901, sendo comissionado na frota britânica em novembro do ano seguinte. Era armado com uma bateria principal composta por dois canhões de 234 milímetros montados em duas torres de artilharia únicas, tinha um deslocamento de mais de catorze mil toneladas e alcançava uma velocidade máxima de 23 nós (43 quilômetros por hora).
O Good Hope teve um início de carreira tranquilo e sem grandes incidentes, servindo em diferentes formações em casa e também realizando várias viagens para portos estrangeiros. Foi colocado na reserva em 1913, mas trazido de volta para a ativa em 1914. A Primeira Guerra Mundial começou em agosto e o cruzador foi enviado para reforçar uma esquadra de navios britânicos na América do Sul que estava à procura de corsários alemães, tornando-se a capitânia do contra-almirante sir Christopher Cradock. A força encontrou a Esquadra da Ásia Oriental alemã em 1º de novembro próximo no Chile. Na resultante Batalha de Coronel, o Good Hope foi afundado depois de ser alvejado várias vezes.